# Сальвадори, Рой
Рой Сальвадо́ри (англ. Roy Salvadori, 12 мая 1922, Доуверкот — 3 июня 2012) — британский автогонщик, победитель 24 часов Ле-Мана 1959 года, пилот Формулы-1.

## Карьера
Рой Сальвадори начал выступать в гонках в 1946. Тогда это были выступления для удовольствия, но уже в 1947 Сальвадори начал профессиональные выступления на «Alfa Romeo». Британец начал подниматься по карьерной лестнице, и в 1952 состоялся дебют Роя в Формуле-1 на Гран-при Великобритании. В следующем году Рой Сальвадори присоединился к «Connaught Engineering». В Формуле-1 он больших успехов не добился, но Сальвадори сумел показать хорошие результаты в гонках местного значения. 

В 1954 Рой Сальвадори покупает Maserati 250F и выступает на нём в Формуле-1 три сезона. Одновременно с этим он присоединяется к команде «Aston Martin». Его выступления за «Aston Martin» завершаются на очень хорошей ноте — в 1959 Рой Сальвадори и Кэрролл Шелби выигрывают 24 часа Ле-Мана. 

В 1957 Сальвадори впервые присоединяется к заводской команде Формулы-1. Ей становится «Cooper». И на Гран-при Великобритании 1957 года Рой набирает свои первые очки, а в одной из внезачётных гонок становится вторым. Продолжая в 1958 выступления за «Cooper», Рой Сальвадори занимает четвёртое место в общем зачёте, дважды занимая призовую позицию в гонке. Однако контракт Сальвадори в команде не был продлён. 

В 1959 Рой Сальвадори продолжает выступать на «Cooper» в Формуле-2, но по частной заявке. Лучшим результатом становится победа в гонке «London Trophy», а после этого — в Ле-Мане. Но после второго места в «International Trophy» началась полоса неудач. Двигатель просто был недостаточно мощным, и в результате — проваленный сезон 1960 Формулы-1. Единственным утешением стало третье место Сальвадори в Ле-Мане. 

В 1961 Рой Сальвадори присоединился к «Yeoman Credit» и продолжил выступать в Формуле-1 на «Cooper». Однако времена этой команды уже прошли. В следующем сезоне у команды были хорошие перспективы в связи с переходом на шасси «Lola». Но Рой оказался в тени своего партнёра Джона Сертиса. В то время как Сертис стал в общем зачёте четвёртым, Сальвадори ни разу не пришёл к финишу. И британец понял, что настала пора прекратить выступления в Формуле-1. Рой Сальвадори выступал в сериях спорткаров, а в 1965 ушёл из автоспорта.

## Полная таблица результатов

### 24 часа Ле-Мана
| Год  | #  | Машина                | Группа | Результат |
| ---- | -- | --------------------- | ------ | --------- |
| 1953 | 26 | Aston Martin DB3 S    | -      | Сход      |
| 1954 | 8  | Aston Martin DB3 S SC | -      | Сход      |
| 1955 | 24 | Aston Martin DB3 S    | S 3,0  | Сход      |
| 1956 | 9  | Aston Martin DB3 S    | S 3,0  | Сход      |
| 1957 | 19 | Aston Martin DBR1     | S 3000 | Сход      |
| 1958 | 4  | Aston Martin DBR1     | S 3000 | Сход      |
| 1959 | 5  | Aston Martin DBR1     | S 3,0  | 1         |
| 1960 | 7  | Aston Martin DBR1     | S 3,0  | 3         |
| 1961 | 4  | Aston Martin DBR1     | S 3,0  | Сход      |
| 1962 | 10 | Jaguar E-Type         | GT     | 4         |
| 1963 | 16 | Jaguar E-Type         | GT     | Сход      |
| 1964 | 10 | Ford GT40             | P      | НС        |

### Формула-1
| Легенда к таблице |                                                                    |
| --- | ------------------------------------------------------------------ |
| В таблице перечислены результаты всех Гран-при Формулы-1, в которых принимал участие гонщик. Строками таблицы являются сезоны, столбцами — этапы чемпионата мира. В каждой клетке указаны сокращённое название этапа и результат, дополнительно обозначенный цветом. Расшифровка обозначений и цветов представлена в нижеследующей таблице. |                                                                    |
| \| Пример \| Описание \| \| ------------ \| ------------------------------------------------------------------ \| \| 1 \| Победитель \| \| 2 \| Второе место \| \| 3 \| Третье место \| \| 5 \| Финишировал, заработав очки \| \| Сход \| Не финишировал, но при этом заработал очки \| \| 12 \| Финишировал, не получив очков \| \| НКЛ \| Финишировал, но не попал в финальную классификацию \| \| 15 \| Участвовал вне зачёта, либо по отдельной классификации \| \| 18 \| Не финишировал, но попал в финальную классификацию \| \| Сход \| Не финишировал \| \| НКВ \| Не прошёл квалификацию \| \| НПКВ \| Не прошёл предквалификацию \| \| ДСК \| Дисквалифицирован \| \| ИСК \| Исключён из протокола соревнований \| \| ТТ \| Заявлен для участия только в тренировках \| \| НС \| Участвовал в квалификации, но не стартовал в гонке \| \| Т \| Травмирован или болен \| \| ОТК \| Отказ от участия \| \| НТР \| Прибыл на соревнования, но на трассу не выезжал \| \| НПР \| Был заявлен в числе участников, но не прибыл к началу соревнований \| \| О \| Соревнования отменены \| \| \| Не участвовал \| \| Поул-позиция \| \| \| Быстрый круг \| \| |                                                                    |
| Пример | Описание                                                           |
| 1 | Победитель                                                         |
| 2 | Второе место                                                       |
| 3 | Третье место                                                       |
| 5 | Финишировал, заработав очки                                        |
| Сход | Не финишировал, но при этом заработал очки                         |
| 12 | Финишировал, не получив очков                                      |
| НКЛ | Финишировал, но не попал в финальную классификацию                 |
| 15 | Участвовал вне зачёта, либо по отдельной классификации             |
| 18 | Не финишировал, но попал в финальную классификацию                 |
| Сход | Не финишировал                                                     |
| НКВ | Не прошёл квалификацию                                             |
| НПКВ | Не прошёл предквалификацию                                         |
| ДСК | Дисквалифицирован                                                  |
| ИСК | Исключён из протокола соревнований                                 |
| ТТ | Заявлен для участия только в тренировках                           |
| НС | Участвовал в квалификации, но не стартовал в гонке                 |
| Т | Травмирован или болен                                              |
| ОТК | Отказ от участия                                                   |
| НТР | Прибыл на соревнования, но на трассу не выезжал                    |
| НПР | Был заявлен в числе участников, но не прибыл к началу соревнований |
| О | Соревнования отменены                                              |
| | Не участвовал                                                      |
| Поул-позиция |                                                                    |
| Быстрый круг |                                                                    |

| Сезон | Команда                     | Шасси                 | Двигатель                   | Ш | 1        | 2        | 3        | 4        | 5        | 6        | 7        | 8        | 9        | 10    | 11    | Место | Очки |
| ----- | --------------------------- | --------------------- | --------------------------- | - | -------- | -------- | -------- | -------- | -------- | -------- | -------- | -------- | -------- | ----- | ----- | ----- | ---- |
| 1952  | Частная заявка              | Ferrari 500           | Ferrari 500 2,0 L4          | D | ШВА      | 500      | БЕЛ      | ФРА      | ВЕЛ 8    | ГЕР      | НИД      | ИТА      |          |       |       | —     | 0    |
| 1953  | Connaught Engineering       | Connaught A Type      | Lea Francis 2,0 L4          | D | АРГ      | 500      | НИД Сход | БЕЛ      | ФРА Сход | ВЕЛ Сход | ГЕР Сход | ШВА      | ИТА Сход |       |       | —     | 0    |
| 1954  | Gilby Engineering Ltd       | Maserati 250F         | Maserati 250F 2,5 L6        | D | АРГ      | 500      | БЕЛ      | ФРА Сход | ВЕЛ Сход | ГЕР      | ШВА      | ИТА      | ИСП      |       |       | —     | 0    |
| 1955  | Gilby Engineering Ltd       | Maserati 250F         | Maserati 250F 2,5 L6        | D | АРГ      | МОН      | 500      | БЕЛ      | НИД      | ВЕЛ Сход | ИТА      |          |          |       |       | —     | 0    |
| 1956  | Gilby Engineering Ltd       | Maserati 250F         | Maserati 250F 2,5 L6        | D | АРГ      | МОН      | 500      | БЕЛ      | ФРА      | ВЕЛ Сход | ГЕР Сход | ИТА 11   |          |       |       | —     | 0    |
| 1957  | Owen Racing Organisation    | BRM P25               | BRM P25 2,5 L4              | D | АРГ      | МОН НКВ  | 500      |          |          |          |          |          |          |       |       | 18    | 2    |
| 1957  | Cooper Car Co               | Cooper T43            | Coventry-Climax FPF 1,5 L4  | D |          |          |          |          |          | ГЕР Сход | ПЕС Сход | ИТА      |          |       |       | 18    | 2    |
| 1957  | Cooper Car Co               | Cooper T43            | Coventry-Climax FPF 2,0 L4  | D |          |          |          |          | ВЕЛ 5    |          |          |          |          |       |       | 18    | 2    |
| 1957  | Vandervell Products Ltd     | Vanwall VW (57)       | Vanwall 254 2,5 L4          | P |          |          |          | ФРА Сход |          |          |          |          |          |       |       | 18    | 2    |
| 1958  | Cooper Car Co               | Cooper T45            | Coventry-Climax FPF 2,0 L4  | D | АРГ      | МОН Сход |          |          | БЕЛ 8    | ФРА 11   |          |          | ПОР 9    |       |       | 4     | 15   |
| 1958  | Cooper Car Co               | Cooper T45            | Coventry-Climax FPF 2,2 L4  | D |          |          | НИД 4    | 500      |          |          | ВЕЛ 3    | ГЕР 2    |          | ИТА 5 | МАР 7 | 4     | 15   |
| 1959  | High Efficiency Motors      | Cooper T45            | Maserati 250S 2,5 L4        | D | МОН 6    | 500      |          | ФРА Сход |          |          |          |          | США Сход |       |       | —     | 0    |
| 1959  | David Brown Corporation     | Aston Martin DBR4/250 | Aston Martin RB6 2,5 L6     | A |          |          | НИД Сход |          | ВЕЛ 6    | ГЕР      | ПОР 6    | ИТА Сход |          |       |       | —     | 0    |
| 1960  | High Efficiency Motors      | Cooper T51            | Coventry-Climax FPF 2,5 L4  | D | АРГ      | МОН Сход | 500      |          |          |          |          |          |          | США 8 |       | —     | 0    |
| 1960  | David Brown Corporation     | Aston Martin DBR4/250 | Aston Martin RB6 2,5 L6     | D |          |          |          | НИД НС   | БЕЛ      | ФРА      |          |          |          |       |       | —     | 0    |
| 1960  | David Brown Corporation     | Aston Martin DBR5/250 | Aston Martin RB6 2,5 L6     | D |          |          |          |          |          |          | ВЕЛ Сход | ПОР      | ИТА      |       |       | —     | 0    |
| 1961  | Yeoman Credit Racing Team   | Cooper T53            | Coventry-Climax FPF 1,5 L4  | D | МОН      | НИД      | БЕЛ      | ФРА 8    | ВЕЛ 6    | ГЕР 10   | ИТА 6    | США Сход |          |       |       | 17    | 2    |
| 1962  | Bowmaker-Yeoman Racing Team | Lola Mk4              | Coventry-Climax FWMV 1,5 V8 | D | НИД Сход | МОН Сход | БЕЛ Сход | ФРА Сход | ВЕЛ Сход | ГЕР Сход | ИТА Сход | США НС   | ЮАР Сход |       |       | —     | 0    |